# Qairat Futbol Kluby
Il Qairat Futbol Kluby (in kazako Қайрат Футбол Клубы?; traslitterazione anglosassone: Football Club Kairat) è una società calcistica kazaka con sede nella città di Almaty. Milita nella Qazaqstan Prem'er Ligasy, massima serie del campionato di calcio kazako.
Disputa le partite interne nello Stadio Centrale di Almaty, impianto da 23.804 posti. Il Qairat ha anche una valida sezione di calcio a 5.
Dall'indipendenza del paese il club ha conquistato 4 titoli nazionali, 10 Coppe del Kazakistan e 3 Supercoppe del Kazakistan.

## Storia
Fondato nel 1954 come Lokomotiv Alma-Ata, successivamente cambiò nome in Urožaj Alma-Ata ed infine in Qairat, nome tuttora in vigore. Durante l'epoca sovietica è stata l'unica squadra del Kazakistan in grado di raggiungere la massima serie, e in due casi ha vinto il campionato sovietico di seconda divisione (1976, 1983). Il miglior piazzamento nei tornei nazionali sovietici è stato il 7º posto del 1986. Complessivamente la squadra ha partecipato a 24 stagioni nella massima serie dell'URSS.
Alla fine della stagione 2006, dopo l'abbandono da parte dello sponsor principale (le ferrovie nazionali), il Qairat è entrato in una profonda crisi finanziaria, che ha portato molti tesserati a trasferirsi altrove. Il Qairat è dunque stato costretto ad iniziare la successiva stagione 2007 schierando giovani calciatori con poca esperienza. A luglio un gruppo di investitori privati ha rilevato la proprietà, investendo 4 milioni di dollari.
All'inizio del 2009 il club ha dovuto dichiarare bancarotta ed è stato costretto a retrocedere nella serie inferiore, dove è riuscito comunque a ottenere subito la promozione. Dal 2014-15 la squadra ha sempre preso parte alle qualificazioni per la fase a gironi di UEFA Europa League, riuscendo a passare almeno un turno ogni anno, senza mai raggiungere la vera e propria competizione. Durante le qualificazioni del 2015-16 i Kazaki giungono fino ai Playoff, dove riescono a battere il Bordeaux in casa per 2-1, ma vengono eliminati in virtù della sconfitta per 1-0 subita all'andata in Francia (regola dei gol in trasferta). Durante quelle del 2018-19 il club fa registrare il risultato complessivo più ampio della loro storia, ovvero 10-1 contro l’Engordany (3-0 in Andorra e 7-1 in Kazakistan). Nel 2020 vince il campionato kazako e nel 2021-2022 si qualifica, grazie a una vittoria complessiva di 7-2 contro il Fola Esch, alla prima Conference League; nel girone ottiene 2 punti, grazie a due pareggi entrambi per 0-0 e entrambi contro l'Omonia.

## Palmarès

### Competizioni nazionali
- Pervaja Liga: 2

1976, 1983
- Coppa delle Federazioni sovietiche: 1

1988
- Campionato kazako: 4

1992, 2004, 2020, 2024
- Coppa del Kazakistan: 10

1992, 1996, 1999-2000, 2001, 2003, 2014, 2015, 2017, 2018, 2021
- Supercoppa del Kazakistan: 3

2016, 2017, 2025
- Birinşi Lïga: 1

2009

### Altri piazzamenti
- Pervaja Liga:

Secondo posto: 1970
Terzo posto: 1989
- Coppa dell'Unione Sovietica:

Semifinalista: 1963
- Campionato kazako:

Secondo posto: 2015, 2016, 2017, 2018, 2019
Terzo posto: 2013, 2014, 2021
- Coppa del Kazakistan:

Finalista: 2004, 2005, 2016
Semifinalista: 2002
- Liga Kubogy:

Semifinalista: 2024
- Supercoppa del Kazakistan:

Finalista: 2015, 2018, 2019, 2022
Semifinalista: 2021
- Liga Kubogy:

Semifinalista: 2024

## Kairat nelle Coppe europee
In grassetto le gare casalinghe.
| Stagione | Competizione          | Turno          | Nazione                | Avversario          | Andata | Ritorno | Totale |
| -------- | --------------------- | -------------- | ---------------------- | ------------------- | ------ | ------- | ------ |
| 2002-03  | Coppa UEFA            | 1° preliminare | Serbia (bandiera)      | Stella Rossa        | 0-2    | 0-3     | 0-5    |
| 2005-06  | UEFA Champions League | 1° preliminare | Slovacchia (bandiera)  | Artmedia Bratislava | 2-0    | 1-4     | 3-4    |
| 2006-07  | Coppa UEFA            | 1° preliminare | Ungheria (bandiera)    | FC Fehérvár         | 0-1    | 2-1     | 2-2    |
| 2014-15  | UEFA Europa League    | 1° preliminare | Albania (bandiera)     | Kukësi              | 1-0    | 0-0     | 1-0    |
| 2014-15  | UEFA Europa League    | 2° preliminare | Danimarca (bandiera)   | Esbjerg             | 1-1    | 0-1     | 1-2    |
| 2015-16  | UEFA Europa League    | 1° preliminare | Serbia (bandiera)      | Stella Rossa        | 2-0    | 2-1     | 4-1    |
| 2015-16  | UEFA Europa League    | 2° preliminare | Armenia (bandiera)     | Alaškert            | 3-0    | 1-2     | 4-2    |
| 2015-16  | UEFA Europa League    | 3° preliminare | Scozia (bandiera)      | Aberdeen            | 2-1    | 1-1     | 3-2    |
| 2015-16  | UEFA Europa League    | Play-Off       | Francia (bandiera)     | Bordeaux            | 0-1    | 2-1     | 2-2    |
| 2016-17  | UEFA Europa League    | 1° preliminare | Albania (bandiera)     | Teuta Durrës        | 1-0    | 5-0     | 6-0    |
| 2016-17  | UEFA Europa League    | 2° preliminare | Israele (bandiera)     | Maccabi Tel Aviv    | 1-1    | 1-2     | 2-3    |
| 2017-18  | UEFA Europa League    | 1° preliminare | Lituania (bandiera)    | Atlantas            | 6-0    | 2-1     | 8-1    |
| 2017-18  | UEFA Europa League    | 2° preliminare | Albania (bandiera)     | Skënderbeu          | 1-1    | 0-2     | 1-3    |
| 2018-19  | UEFA Europa League    | 1° preliminare | Andorra (bandiera)     | Engordany           | 3-0    | 7-1     | 10-1   |
|          |                       | 2°preliminare  | Paesi Bassi (bandiera) | AZ Alkmaar          | 2-0    | 1-2     | 3-2    |
|          |                       | 3°preliminare  | Rep. Ceca (bandiera)   | Sigma Olomouc       | 0-2    | 1-2     | 1-4    |

## Organico

### Rosa 2025
Aggiornata al 22 luglio 2025.
| N. |                        | Ruolo | Calciatore            |
| -- | ---------------------- | ----- | --------------------- |
| 1  | Kazakistan (bandiera)  | P     | Aleksandr Zaruckij    |
| 3  | Portogallo (bandiera)  | D     | Luís Mata             |
| 4  | Kazakistan (bandiera)  | D     | Damir Kasabulat       |
| 5  | Kazakistan (bandiera)  | D     | Lev Kurgin            |
| 6  | Kazakistan (bandiera)  | C     | Ädilet Sadıbekov      |
| 7  | Portogallo (bandiera)  | A     | Jorginho              |
| 9  | Kazakistan (bandiera)  | A     | Dastan Sätbaev        |
| 10 | Georgia (bandiera)     | C     | Giorgi Zaria          |
| 11 | Brasile (bandiera)     | A     | João Paulo            |
| 14 | Bielorussia (bandiera) | D     | Aljaksandr Martynovič |
| 15 | Israele (bandiera)     | C     | Ofri Arad             |
| 17 | Kazakistan (bandiera)  | C     | Olžas Bajbek          |
| 18 | Israele (bandiera)     | C     | Dan Glazer            |

| N. |                        | Ruolo | Calciatore          |
| -- | ---------------------- | ----- | ------------------- |
| 19 | Brasile (bandiera)     | A     | Élder Santana       |
| 20 | Kazakistan (bandiera)  | D     | Erkin Tapalov       |
| 24 | Kazakistan (bandiera)  | D     | Aleksandr Mrınskïy  |
| 25 | Kazakistan (bandiera)  | D     | Aleksandr Şïrobokov |
| 26 | Brasile (bandiera)     | A     | Edmilson            |
| 33 | Serbia (bandiera)      | A     | Jug Stanojev        |
| 44 | Georgia (bandiera)     | D     | Luka Gadrani        |
| 55 | Bielorussia (bandiera) | C     | Valeryj Hramyka     |
| 77 | Kazakistan (bandiera)  | P     | Temirlan Anarbekov  |
| 80 | Russia (bandiera)      | D     | Egor Sorokin        |
| 81 | Kazakistan (bandiera)  | A     | Ïsmaïl Bekbolat     |
| 89 | Kazakistan (bandiera)  | A     | Ramazan Bağdat      |
| 99 | Brasile (bandiera)     | A     | Ricardinho          |